# Masaji Kiyokawa
Masaji Kiyokawa (n. 11 februarie 1913, Toyohashi, Japonia – d. 13 aprilie 1999, Tōkyō, Japonia) a fost un înotător ce a reprezentat Japonia, medaliat olimpic. A participat la 2 ediții ale Jocurilor Olimpice (1932, 1936) în care a câștigat o medalie de aur și o medalie de bronz.